# لیگا الیت
لیگا الیت ، که در ابتدا سوپرلیگا کاتالانا نام داشت، ششمین سطح از سیستم لیگ فوتبال اسپانیا و بالاترین سطح لیگ در بخش خودمختار کاتالونیا است. این لیگ در سال 2022 تشکیل شد تا جایگزین پریمرا کاتالانا به عنوان سطح اول کاتالونیا شود و از فصل 2023-24 آغاز شود. 
لیگ الیت به این دلیل به وجود آمد که فدراسیون فوتبال اسپانیا (FCF) ایجاد یک لیگ انتقالی بین بخش‌های منطقه‌ای و ملی فوتبال اسپانیا را با هدف کمک به تیم‌های کاتالان برای تثبیت جایگاه خود در فوتبال حرفه‌ای ضروری دانست. 

## تیم ها
| تیم                     | شهر                       | زمین خانگی                     | موقعیت (۲۰۲۳–۲۴)           |
| ----------------------- | ------------------------- | ------------------------------ | -------------------------- |
| اتلتیکو سن جاست         | سنت جاست دِزوِرن            | شهرداری سنت جاست               | سوم                        |
| کاستلدفلس               | کاستلدفلس                 | الس کانیار                     | هفتم                       |
| سیوداد کوپراتیوا        | سنت بوی دِ لوبرگات         | Dani Jarque–Ciutat Cooperativa | اول (1ªCat – Group 3)      |
| هورتا                   | بارسلونا                  | فلیو ای کودینا                 | پنجم                       |
| مشتری                   | بارسلونا                  | لا ورنِدا                       | دوم (1ªCat – Group 2)      |
| مانلو                   | مانلو                     | شهرداری دو مانلو               | نهم                        |
| مارتیننک                | بارسلونا                  | شهرداری دل گیناردو             | اول (1ªCat – Group 2)      |
| پوبلا د مافومت          | لا پوبلا د مافومت         | شهرداری د لا پوبلا د مافومت    | دوازدهم                    |
| پرات                    | ال پرات د لوبرگات         | پلیسپورتیو ساگنیر              | هجدهم (3ªRFEF – Group 5)   |
| روبی                    | روبی                      | قوطی رز                        | هشتم                       |
| سابادل بی               | سابادل                    | پپین والز                      | هفدهم (3ªRFEF – Group 5)   |
| سن خوان اتلتیکو مونکادا | مونتکادا و ریکساک         | آیا سنت جوآن                   | اول (1ªCat – Group 1)      |
| سن مائورو               | سانتا مارگاریدا د مونتبوی | شهرداری سانتا مارگاریدا        | یازدهم                     |
| والس                    | والس                      | کمپ دل ویلار                   | دهم                        |
| ویلافرانکا              | ویلافرانکا دل پندس        | شهرداری ویلافرانکا             | ششم                        |
| ویلاسار د مار           | ویلاسار د مار             | خوِوی رامون                     | شانزدهم (3ªRFEF – Group 5) |